# Sergei Nikolajewitsch Kulibin
Sergei Nikolajewitsch Kulibin (russisch Сергей Николаевич Кулибин; * 1862; † 22. Junijul. / 4. Juli 1899greg.) war ein russischer Bergbauingenieur und Historiker.

## Leben
Kulibin stammte aus einer alten Bergbau-Familie. Sein Urgroßvater war der Erfinder Iwan Petrowitsch Kulibin. Kulibin studierte am St. Petersburger Bergbau-Institut mit Abschluss 1884. Er blieb am Institut als Assistent des Museumsaufsehers und wurde bald ins Ausland zu weiteren Studien der Montanwissenschaften und der Mineralogie geschickt.
1886 wurde Kulibin Beamter für besondere Aufgaben beim Minister für Staatsgüter und dann Sekretär des Wissenschaftlichen Bergbau-Komitees. 1892 veröffentlichte er in zwei Teilen statistische Daten der russischen Bergbau-Industrie für das Jahr 1889. Der erste Teil betraf die Laboratorien für Gold, Platin und deren Legierungen und den St. Petersburger Münzhof, während der zweite Teil sich mit Silber, Blei, Kupfer, Zink, Zinn, Quecksilber, Eisen, Steinkohle, Salz, Erdöl u. a. befasste. Er gab ein achtbändiges statistisches Gesamtwerk für die Jahre 1884–1891 heraus.
1893 wurde Kulibin Leiter der Abteilung für Salz- und Erdöl-Industrie des Bergbau-Departements des Finanzministeriums. Er untersuchte insbesondere die Salzgewinnung und die kaukasischen Mineralwasser-Quellen.
Kulibin sammelte seltene Veröffentlichungen zum russischen Bergbauwesen. Im Hinblick auf das 200-jährige Jubiläum des Bergbau-Amtes 1900 bereitete er ein Lexikon der bedeutenden Personen des russischen Bergbaus vor. Trotz seines frühen Todes ein Jahr vor dem Jubiläum war es ihm gelungen, 400 verstorbene Bergbau-Personen mit kurzen Charakterisierungen und Quellenangaben für das Lexikon aufzunehmen. Nach seinem Tod wurde ein Artikel mit seiner Liste der Personen mit Ergänzungen von Konstantin Apollonowitsch Skalkowski 1900 im Bergbau-Journal veröffentlicht. Das von Kulibin geplante Lexikon wurde nie realisiert. Immerhin enthält das Russische biographische Wörterbuch viele Kurzbiographien Kulibins.